# Naila-Froschgrün
Naila-Froschgrün ist ein Gemeindeteil der Stadt Naila im Landkreis Hof (Oberfranken, Bayern). Naila-Froschgrün liegt in der Gemarkung Froschgrün.

## Geografie
Der Stadtteil grenzt im Westen an der Selbitz und im Süden am Siegelbach, der innerorts als rechter Zufluss in die Selbitz mündet. Der Ort ist im Norden wie auch im Süden von bewaldeten Anhöhen des Frankenwaldes umgeben. Eine Gemeindeverbindungsstraße führt zur Staatsstraße 2195 bei Naila (0,3 km südöstlich) bzw. an Schneckengrün vorbei nach Rothleiten (3,2 km nordöstlich).

## Geschichte
Froschgrün wurde im Jahr 1398 erstmals urkundlich erwähnt. Das Bestimmungswort des Ortsnamens ist Fraisch mit der Bedeutung ‚Grenze‘, das Grundwort ist -grün, das synonym mit -reuth auf eine vorausgegangene Rodungstätigkeit hinweist. Das Rittergut des 1483 erwähnten Hanns von Dobeneck war von 1500 bis 1795 im Besitz der Familie von Reitzenstein. Es folgten als Besitzer der Freiherr von Stainlein und 1828 der Freiherr von Andrian.
Zur Realgemeinde Froschgrün gehörten Mittelklingensporn und Schneckengrün. Gegen Ende des 18. Jahrhunderts bestand Froschgrün aus 20 Anwesen und einem Schloss. Das Rittergut Frosch- und Schneckengrün hatte die Hochgerichtsbarkeit, die Dorf- und Gemeindeherrschaft und die Grundherrschaft über die 20 Häuser.
Von 1797 bis 1810 unterstand Froschgrün dem Justiz- und Kammeramt Naila. Infolge des Ersten Gemeindeedikts wurde Froschgrün dem 1812 gebildeten Steuerdistrikt Neuhaus zugewiesen. Zugleich entstand die Ruralgemeinde Froschgrün mit den Orten Mittelklingensporn und Schneckengrün. Sie war in Verwaltung und Gerichtsbarkeit dem Landgericht Naila zugeordnet und in der Finanzverwaltung dem Rentamt Lichtenberg (1919 in Finanzamt Lichtenberg umbenannt, seit 1955 Finanzamt Naila). In der freiwilligen Gerichtsbarkeit unterstanden Frosch- und Schneckengrün von 1818 bis 1848 dem Patrimonialgericht I. Klasse Froschgrün. Ab 1862 gehörte Froschgrün zum Bezirksamt Naila. Die Gerichtsbarkeit blieb beim Landgericht Naila (1879 in Amtsgericht Naila umgewandelt). 1904 hatte die Gemeinde eine Gebietsfläche von 2,996 km². 1920 wurde Froschgrün nach Naila eingemeindet. 1925 kaufte die Stadt Naila das Gut Froschgrün. Der Herrensitz ist abgegangen, der Park aber erhalten. In Froschgrün wurden daraufhin Siedlungen durch die Stadt errichtet.

### Ehemaliges Baudenkmal
- Berger Straße 1: Das Rittergut Froschgrün aus dem 15. Jahrhundert war 1634 abgebrannt. Es folgte die Errichtung eines Neubaus als frühneuzeitlicher Herrensitz. Das Herrenhaus der vierseitigen Hofanlage ist ein zweigeschossiger, verputzt massiver Halbwalmdachbau von drei zu neun Achsen; Fenster- und Türgewände Granit; hölzernes, profiliertes Traufgesims. Im Erdgeschoss noch einige Räume mit Kreuzgrat- und Tonnengewölben.[13]

### Einwohnerentwicklung
Gemeinde Froschgrün
| Jahr      | 1792  | 1819  | 1840   | 1852   | 1855   | 1861   | 1867   | 1871   | 1875   | 1880   | 1885   | 1890   | 1895   | 1900  | 1905   | 1910   | 1919   |
| Einwohner | 105   | 175   | 296    | 305    | 289    | 279    | 285    | 270    | 248    | 267    | 254    | 214    | 270    | 261   | 263    | 259    | 244    |
| Häuser    | 20    |       |        |        |        |        |        | 33     |        |        | 32     | 31     |        | 31    |        |        |        |
| Quelle    | [ 5 ] | [ 8 ] | [ 15 ] | [ 15 ] | [ 15 ] | [ 16 ] | [ 17 ] | [ 18 ] | [ 19 ] | [ 20 ] | [ 21 ] | [ 22 ] | [ 15 ] | [ 9 ] | [ 15 ] | [ 23 ] | [ 15 ] |

Ort Froschgrün
| Jahr      | 001819 | 001861 | 001871 | 001885 | 001900 | 001925 | 001950 | 001961 | 001970 | 001987 |
| Einwohner | 158    | 237    | 248    | 220    | 231    | 225    | 523    | 654    | 828    | 1136   |
| Häuser    |        |        |        | 28     | 27     | 27     | 69     | 132    |        | 305    |
| Quelle    | [ 8 ]  | [ 16 ] | [ 18 ] | [ 21 ] | [ 9 ]  | [ 24 ] | [ 25 ] | [ 26 ] | [ 27 ] | [ 1 ]  |

## Religion
Froschgrün ist seit der Reformation evangelisch-lutherisch geprägt und bis heute in die Stadtkirche Naila gepfarrt.